# Pique Dame (Suppè)
Pique Dame ist eine Operette in zwei Akten von Franz von Suppè aus dem Jahr 1864.

## Geschichte
Pique Dame basiert auf Suppès einaktiger Operette Die Kartenschlägerin, die erst zwei Jahre zuvor, am 26. April 1862, im Theater am Franz-Josefs-Kai uraufgeführt worden war. Dieser war kein Erfolg beschieden. Für das Grazer Thalia-Theater schrieb Franz von Suppè die Operette um. Das Engagement für Graz vermittelte Karl Millöcker, der dem Theater als Kapellmeister verbunden war und als ehemaliger Schüler Suppès sich diesem verpflichtet sah. Für die Umarbeitung wurde das Werk von einem Akt auf zwei erweitert und der Titel in Pique Dame geändert. Ob der Titel auf Alexander Puschkins 1834 erschienene gleichnamige Erzählung Bezug nimmt, ist nicht sicher, die Handlung tut es jedenfalls nicht. Auch die Grazer Neufassung wurde kein Erfolg und es ist auch nie zu einer Aufführung in Wien gekommen. Geblieben ist allein die Ouvertüre, die wie viele andere Ouvertüren Suppès Weltberühmtheit erlangte.
Die Autorschaft des Librettos war lange fraglich. Die gelegentlich zu findende Angabe, das Libretto des Vorgängerwerks Die Kartenschlägerin stamme von Karl Treumann, der von 1860 bis 1863 das Kai-Theater leitete, geht auf eine Vermutung von Julius Kromer zurück. Als Librettist der Kartenschlägerin sind nur die Initialen N. N. angegeben, für die Pique Dame die Angabe S. S. Hans-Dieter Roser vermutet hinter diesen Initialen Sigmund Schlesinger (1832–1918). Dagegen erklärt Andreas Weigel, dass das von der Kritik gescholtene Libretto gewiss nicht von Sigmund Schlesinger stamme, der 1864 bereits routinierter Bühnenautor war, dessen Werke seit den 1850er-Jahren am Wiener Burgtheater aufgeführt wurden. Librettistin sei vielmehr Suppès spätere Gattin Sofie Strasser mit der der Komponist seit 1860 liiert war: Sie „war nicht nur seit 1860 als Suppès Muse Anlass für seinen auffälligen Schaffensschub in den 1860er-Jahren, sondern dürfte wahrscheinlich sogar die Librettistin seiner 1864 in Graz uraufgeführten komischen Operette ‚Pique Dame‘ sein, über deren Textautor die Suppè-Forschung seit Jahrzehnten rätselt, obgleich die Urheberschaft in zeitgenössischen Medienberichten mit den Initialen ‚S. S.‘ und darüber hinaus in der ‚Österreichischen Buchhändler-Correspondenz‘ mit ‚S. Strasser‘ sowie in der Grazer Tagespost mit ‚S. Straßer‘ angegeben wird.“

## Datierung der Uraufführung

Ankündigung des Grazer „Thalia-Theaters“ für mehrere Franz-von-Suppè-Werke, darunter die erste Aufführung seiner Operette „Pique Dame“ am 20. Juni 1864. (Grazer Zeitung vom 18. Juni 1864, Seite 4)

Am 18. Juni 1864 wird in der „Grazer Zeitung“ die erste Aufführung für den 20. Juni 1864 angekündigt. Am 22. Juni 1864 wird in der „Grazer Tagespost“ der 22. Juni 1864 und in der „Grazer Zeitung“ aufgrund eines Druckfehlers der 24. Juni 1864 für die zweite Aufführung von Suppés „Pique Dame“ genannt. Wenn daher am 23. Juni die „Grazer Abendpost“ schreibt, dass „[g]estern […] die komische Oper“ „Pique Dame“ gegeben wurde und auch die „Grazer Tagespost“ am 23. Juni 1864 von der „gestern zur Aufführung gelangte[n]“ Suppè-Oper berichtet, fällt auf, dass beide Medien diese Aufführung weder als Premiere noch als Uraufführung bezeichnen. Allem Anschein nach haben beide Medien die zweite Aufführung besprochen. Der laut „Robert Ignatius Letelliers Operetta : a Sourcebook“ angegebene 24. Juni 1864 dürfte von dem zuvor genannten Druckfehler herrühren, wobei es sich keinesfalls um das Uraufführungsdatum handeln kann, weil Suppès Werk am 22. Juni 1864 bereits das zweite Mal dargeboten und am 23. Juni 1864 von zwei Medien besprochen wurde.

## Handlung
Emil, ein Komponist aus Köln, ärgert sich, dass er, um seinen Unterhalt zu verdienen, für den reichen Fabian Muker Noten kopieren muss, statt vom Komponieren leben zu können. Außerdem hat Emil sich in dessen Mündel Hedwig verliebt, auf die aber Muker selbst ein Auge geworfen hat. Emils Mutter Judith ist Kartenlegerin. Sie erzählt Emil, dass sie ihn nur an Kindes statt angenommen hat und er berichtet ihr von seiner noch platonischen Liebe zu Hedwig und den Problemen mit Muker. Judith beschließt, den Liebenden zu helfen. Sie legt Muker die Karten und erschreckt ihn mit der Piqué Dame, die für üble Prophezeiungen steht. Außerdem lockt sie ihn auf einen Kostümball, wo er
angeblich seine Angebetete treffen soll. Dort wird er in einer Verführungszene á la Robert le diable bloßgestellt. Judith klärt alles auf: Emil ist Mukers Neffe und bekommt von ihm ein vorenthaltenes Erbe ausbezahlt und er erobert obendrein auch Hedwigs Herz.

## Musik
Die Kritik der Grazer Tagespost vom 23. Juni 1864 bescheinigt Suppè, er habe „wieder eine rechte frische, melodiöse Musik geschrieben“, ihr dann aber wieder „trotz einem gewissen Grad von Charakteristik […] keine besondere Originalität“ zubilligt. Letzteres weil der Kritiker wohl „vernehmliche“ Anklänge an Suppès frühere Arbeiten, an Offenbach und Verdi ausgemacht hat. Schon bei der Kartenschlägerin wurde Suppé vorgehalten, „jeden Augenblick in den modernen Schreiopernstil“ zu verfallen.
Es gibt von dieser Operette eine CD, die auf einer konzertanten Aufführung des WDR aus dem Jahr 2006 basiert. Aus dieser CD kann man entnehmen, dass Suppè durchaus ein breites Spektrum der damals in Wien verbreiteten Musikrichtungen abgedeckt hat. Neben dem von der Grazer Tagespost hervorgehobenem „Bachanal“, welches Suppè später in der Introduktion des Boccaccio nochmals verwendet hat, finden sich ein parodiertes Kunstlied, ein Duett wie aus einer romantischen Oper, ein etwas zu lang geratenes Terzett mit ständig wechselnden Stilelementen und herausragend das in bester operá buffo Manier gestaltete Duett zwischen Judith und Muker in der die Piqué Dame eine besondere Rolle spielt.

## Aufnahmen/Tonträger
- Michail Jurowski (Dir.), WDR Rundfunkchor Köln, WDR Rundfunkorchester Köln, Anjara Ingrid Bartz, Mojca Erdmann, Anneli Pfeffer, CPO, 2006